# La Jolie Fille de Perth (opéra)
Cet article concerne un opéra. Pour le roman, voir La Jolie Fille de Perth.
Personnages
- Henri Smith, un forgeron (ténor)
- Cathérine Glover (soprano)
- Simon Glover, son père, gantier (basse)
- Mab, Reine des Bohémiens (soprano)
- Ralph, apprenti de Glover (baryton-basse)
- Le Duc de Rothsay (baryton)

Airs
- Air de Ralph « Quand la flamme de l'amour » - Acte 2

La Jolie Fille de Perth est un opéra en quatre actes de Georges Bizet, sur un livret de Henri Vernoy de Saint-Georges et Jules Adenis, et inspiré du roman homonyme écrit en 1826 par Walter Scott. Commandé par Léon Carvalho en 1866, l'opéra est créé en 1867 à Paris.
Les critiques furent assez sévères envers les librettistes, reprochant de nombreux clichés et événements improbables, tout en louant les progrès de Bizet par rapport à ses précédents opéras, notamment pour la construction des scènes et ses idées mélodiques et instrumentales.

## Historique
Le compositeur est approché en juin 1866 par Léon Carvalho pour la composition d'un opéra pour la fin de l'année ; il s'agit de la deuxième commande du directeur d'opéra à George Bizet, après Les Pêcheurs de perles qui connaît un succès suffisant à sa création en 1863 pour engager un second ouvrage. Ce nouvel opéra fait partie d'une multiple commande adressée aux compositeurs en vogue à cette époque, en vue de l'exposition universelle de 1867, avec notamment Roméo et Juliette de Charles Gounod, Mignon de Ambroise Thomas, créé en novembre 1866 et Don Carlos de Giuseppe Verdi en mars 1867. Léon Carvalho fait appel à deux librettistes, Henri Vernoy de Saint-Georges et Jules Adenis, pour l'écriture du texte, le premier étant alors à l'apogée de sa carrière à cette période. Le sujet du livret, imposé au compositeur, s'inspire du roman de Walter Scott, paru dans les années 1820 ; George Bizet, malgré quelques retouches de sa main, n'apprécie pas le livret.
L'opéra, composé entre juillet et décembre 1866, se déroule en quatre actes et cinq tableaux. Le rôle de Catherine était initialement prévu pour la soprano suédoise Christine Nilsson, qui cependant déclina la proposition. La création fut repoussée à plusieurs reprises de quelque mois, à la colère et au grand désespoir du compositeur, notamment pour ne pas être altérée par le succès de l'opéra de Charles Gounod, triomphal.
La Jolie Fille de Perth est créé le 26 décembre 1867 au Théâtre Lyrique à Paris. L'accueil réservé à l'opéra est celui d'un succès assez mitigé, notamment en raison d'une faiblesse décrite du livret, trop éloignée du roman auquel il est adapté. L'opéra eut trois représentations en 1867 et quinze en 1868. Le succès moyen de la création et l'indisponibilité des chanteurs firent déchoir l'opéra de l'affiche assez rapidement. Il fut donné par la suite à La Monnaie en première le 14 avril 1868, puis repris de nouveau pour onze représentations à Paris en 1890. Malgré cela, l'opéra peine à rester au répertoire, bien que les directeurs d'opéra aient tenté de s'emparer de l'œuvre pour profiter de l'engouement accordé à Carmen, créé en 1875.
Une suite orchestrale (parfois appelée Scènes bohémiennes) a été publiée par la suite, composée en 1868 par George Bizet. Elle est composée de différents passages de l'opéra, et a été donnée en concert. Elle a, par la suite, fait l'objet d'un enregistrement, plusieurs reprises. Les mouvements en sont Prélude (avant l'Acte 1), Sérénade (dans l'Acte 2), Marche (ouverture de l'Acte 2), et s'achève sur la Danse bohémienne (ballet de l'Acte 2).
Il faut attendre 1985 pour que l'opéra connaisse son premier enregistrement complet, sous la direction alors de Georges Prêtre.

## Description

### Rôles
| Rôles                              | Voix             | Création, 26 décembre 1867 (Chef d'orchestre : Adolphe Deloffre) |
| ---------------------------------- | ---------------- | ---------------------------------------------------------------- |
| Henri Smith, un forgeron           | Ténor            | M. Massy                                                         |
| Catherine Glover, fille de Simon   | Soprano          | Jeanne Devriès                                                   |
| Simon Glover, son père, un gantier | Basse            | Émile Wartel                                                     |
| Mab, Reine des Bohémiens           | Soprano          | Alice Ducasse                                                    |
| Ralph, apprenti de Glover          | Basse ou baryton | F. Lutz                                                          |
| le Duc de Rothsay                  | Baryton ou ténor | Auguste Armand Barré                                             |
| un Seigneur à son service          | Ténor            | M. Boudias                                                       |
| son Majordome                      | Basse            | M. Guyot                                                         |
| un Ouvrier                         | Basse            | M. Neveu                                                         |

### Résumé
Cathérine est courtisée par trois hommes à la fois, Henri Smith son fiancé, un forgeron, et le Duc de Rothsay. Ce dernier, épris d'elle, essaye de devancer Smith en séduisant Cathérine et l'invitant à se rendre à un bal qu'il organise. Elle va tenter de ridiculiser le duc en envoyant une autre à sa place, mais son fiancé, qui n'est pas au fait de la manigance, l'accuse et tombe dans le désespoir.

## Argument
L'action se déroule à Perth en Écosse au XIVe siècle.

### Acte I

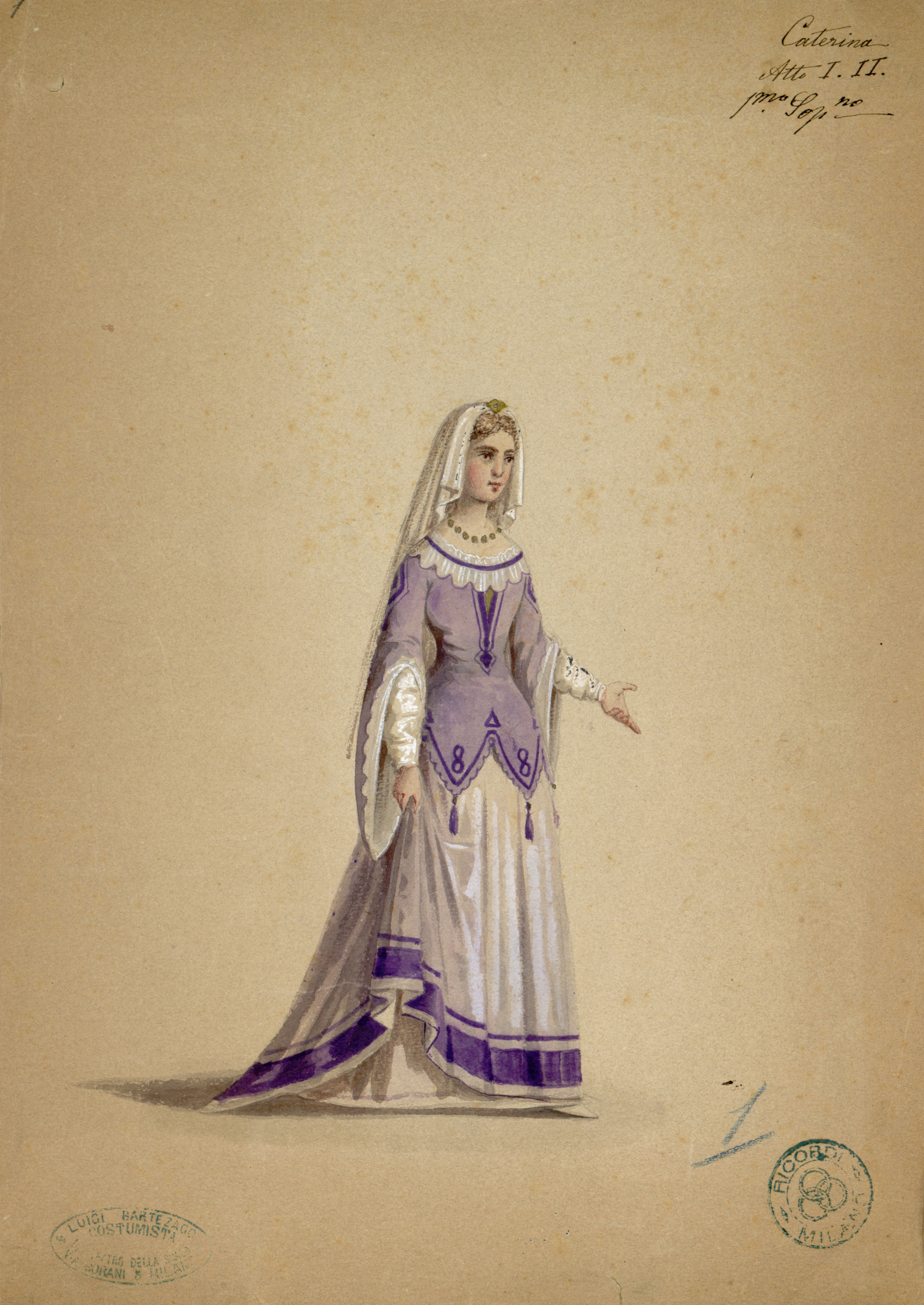
Dessin pour le costume de Cathérine par Luigi Bartezago au XIX^{e} siècle

L'atelier de Henri Smith le forgeron
Les ouvriers chantent dans la forge, la veille du carnaval. Seul, Smith se demande si Cathérine Glover acceptera d'être sa Valentine. Mab, la Reine des Bohémiens, entre précipitamment, cherchant refuge dans l'atelier de Smith alors qu'elle est poursuivie par des aristocrates. Lorsque Cathérine arrive à l'improviste, Mab se cache dans une pièce voisine. Cathérine, son père le gantier, et son apprenti Ralph, entrent dans l'atelier. Cathérine chante les joies de l'hiver, et les deux hommes se retirent afin de la laisser seule avec Smith. Smith offre à sa bien-aimée une broche en forme de rose, en prévision de la Saint-Valentin. C'est alors qu'entre un inconnu qui demande à Smith de redresser la lame de sa dague. Il s'agit du Duc de Rothsay, qui commence alors à faire la cour à Cathérine, ce qui rend Smith furieux. Il est sur le point d'en venir aux mains avec le Duc quand Mab sort de sa cachette pour le protéger. Glover revient alors que la confusion règne. Cathérine s'en va en jetant la broche, mais Mab la ramasse dans le but de lui rendre plus tard.

### Acte II
Une place dans Perth
Plus tard ce soir-là, la patrouille, dont Glover fait partie, fait sa ronde. Ils sont chassés par des fêtards qui se sont rassemblés sous la fenêtre de Cathérine. Mab se joint à eux et danse. Le Duc lui demande d'amener Cathérine, masquée, à un bal organisé dans son palais cette nuit-là. Bien que Mab se moque des caprices du Duc dans un premier temps, elle accepte, mais jure de se venger. Alors que la place se vide, Smith arrive et chante la sérénade à sa bien-aimée, en vain. Alors que minuit sonne, Ralph entre, ivre et désespéré de n'être point aimé. Lorsque l'intendant du Duc lui demande où habite Cathérine Glover, une demoiselle lui ressemblant passe et monte dans un palanquin qui s'éloigne. Reprenant ses esprits, Ralph envoie Smith après le véhicule. Lorsque la vraie Cathérine daigne se montrer à sa fenêtre pour répondre à la sérénade de son amoureux, celui-ci est déjà parti.

### Acte III
Les festivités dans le palais du Duc
Le Duc annonce à ses amis que sa dernière conquête va bientôt arriver, et une jeune femme masquée apparaît, qui retirera son masque uniquement pour lui. Une fois seuls ensemble, Mab retire son loup, puis fuit, laissant à son amant la rose en émail de Cathérine, qu'elle portait jusque-là sur son corsage. Puis Smith arrive dans la salle de bal déserte, se lamentant de l'infidélité de Cathérine. Le petit matin arrive, et c'est l'heure de l'audience du Duc. Tandis que Smith se cache, le Duc reçoit Glover, qui l'invite au mariage prochain de sa fille. Le Duc est surpris, et Smith fait irruption et accuse Cathérine de trahison. Elle proteste, et il lui pardonne, mais il remarque alors que le Duc a sa rose en émail, confirmant alors ses soupçons.

### Acte IV
Premier tableau : un endroit dans la nature
Quelques heures plus tard, Smith est assis contre un arbre, et tient sa tête entre ses mains. Ralph et des artisans essaye de le convaincre de l'innocence de Cathérine. Ralph accepte d'affronter Smith en duel pour restaurer l'honneur de Cathérine. Cathérine arrive alors sur scène, et Smith lui annonce qu'il se laissera tuer en duel, pour qu'elle puisse retrouver son honneur.
Deuxième tableau : la place principale de Perth
Mab arrive pour faire savoir à Cathérine que le Duc est intervenu pour empêcher le duel entre Smith et Ralph. Cependant, Glover annonce à Mab que Cathérine a perdu ses esprits - Cathérine apparaît en chantant une ballade distraite. Pour lui faire recouvrer ses sens, Mab décide d'apparaître à sa fenêtre et de chanter une réponse à la sérénade de Smith. Cathérine se reprend alors, s'évanouit dans les bras de Smith, puis se réveille en pensant que tout cela n'était qu'un rêve, et tous se préparent enfin pour une joyeuse Saint-Valentin.

## Instrumentation
L'instrumentation de La Jolie Fille de Perth est composée de l'effectif détaillé suivant :
| Cordes                                                         |
| cordes, harpes                                                 |
| Bois                                                           |
| 2 flûtes, 2 hautbois, 2 clarinettes, 2 bassons                 |
| Cuivres                                                        |
| 4 cors, 2 cornets à pistons, 3 trombones                       |
| Percussions                                                    |
| timbales, triangle, tambour de basque, grosse caisse, cymbales |
| En coulisse                                                    |
| 1 forge                                                        |

## Discographie
- June Anderson, Alfredo Kraus, Gino Quilico, José van Dam, Margarita Zimmermann, Gabriel Bacquier - Choeur de Radio France, Nouvel Orchestre Philharmonique, dir. Georges Prêtre (CD Emi classics 1985, report 2009)[6].
- Suites d'orchestre, NBC Symphony Orchestra, dir. Arturo Toscanini (Live 1943, report 1952 CD Memories)
- Suites d'orchestre, Orchestre Symphonique de Montréal, dir. Charles Dutoit (CD Decca 1996)